# Acura ARX-02

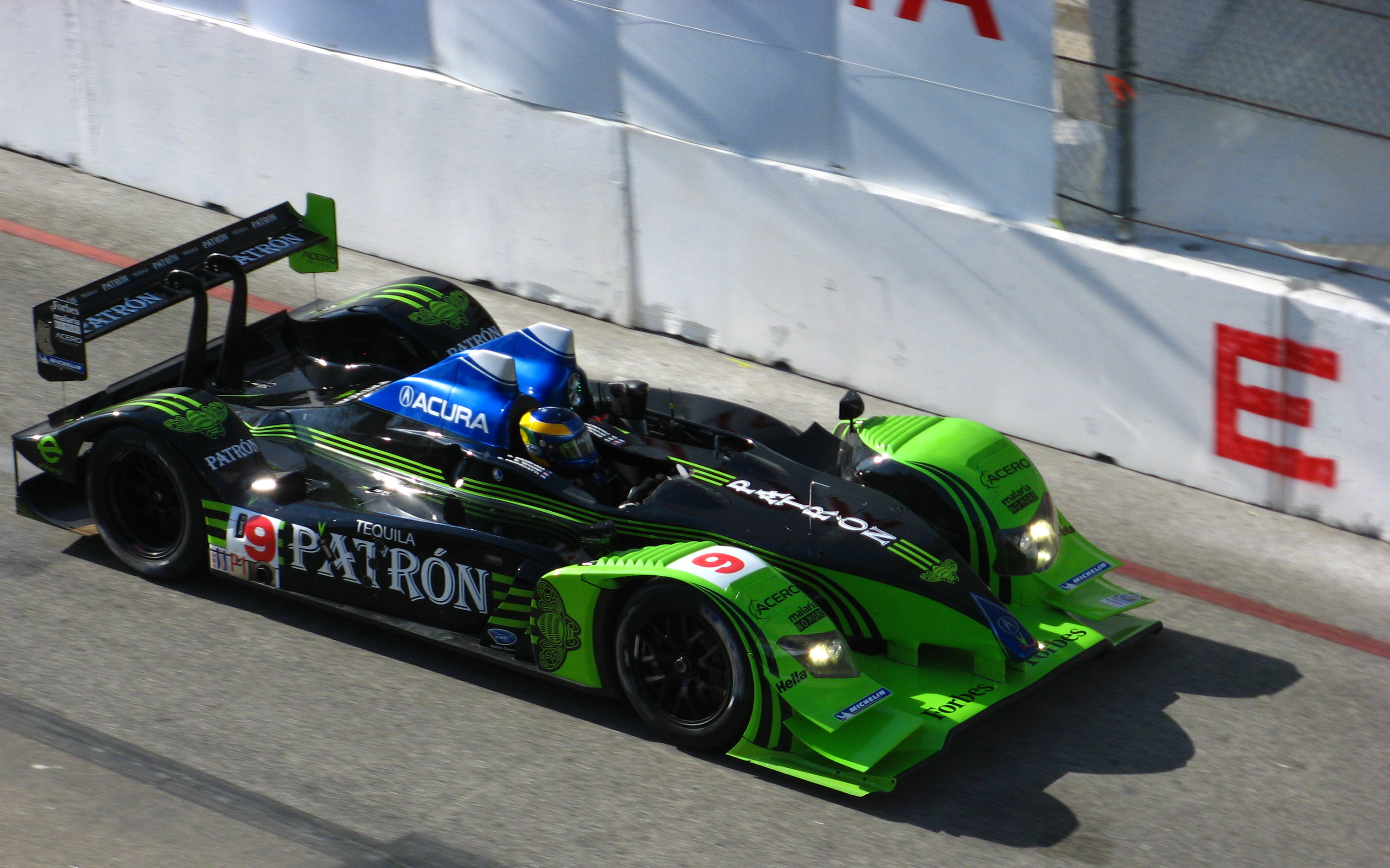
Un Acura ARX-02a.

El Acura ARX-02 es un prototipo de Le Mans construido por Acura para competir en la categoría LMP1 de la American Le Mans Series, este es el segundo prototipo de Acura, después del ARX-01 que competía en la categoría LMP2.
No como el ARX-01, el ARX-02 es un prototipo diseñado por Wirth Research para Acura. El v8 original de 3.4 litros fue expandido a 4 litros para mayor durabilidad y maniobrabilidad de la gran potencia de los autos con reglamento de LMP1. Wirth Research diseño un chasis para generar un grip más mecánico para solventar la falta de potencia contra los diesel. Los neumáticos traseros están ahora situadas en el frontal del auto incrementanto el contacto con el piso en un 7%, indicando que la masa central del vehículo estaba situada más adelante que la de sus contemporáneos.
Los ARX-02a fueron llevados por 2 equipos, De Ferran Motorsports (Gil de Ferran, Simon Pagenaud & Scott Dixon) y Highcroft Racing (David Brabham, Scott Sharp & Dario Franchitti), e hicieron su debut en la competición en las 12 Horas de Sebring de 2009, Scott Dixon puso el coche de De Ferran en la pole delante de todos los diesel de Audi y Peugeot debido a la deslizante pero seca condición de la pista. Sin embargo, en la primera curva de la carrera, el Acura fue superado por el Audi de Allan McNish. Ningún Acura terminó la carrera debido a los problemas mecánicos y nunca destacaron por intentar ganar, perdiendo 2.5 segundos por vuelta contra los líderes.
Durante toda la American Le Mans, Acura se llevó victorias generales hasta Petit Le Mans. En todas las carreras los neumáticos más grandes se demoraban más en calentar que en muchos de sus comtepidores perdiendo posiciones en la largada contra los Lola P1 turbocargados y en las relargadas. Scott Sharp choco fuertemente en Petit Le Mans y se tomaron 24 horas en reconstruir el auto con asistencia de De Ferran. En la última carrera en Laguna Seca, Gil de Ferran ganó una fuerte batalla contra el ARX-01 de Adrián Fernández.
El 2010 De Ferran cerro sus puertas y Highcroft fue forzado a abandonar el auto, terminando la participación del ARX-02. Highcroft volvió a competir con una versión actualizada del ARX-01 para la combinada clase LMP1 en 2010. 